# Гайван Іван Федорович
Гайван Іван Федорович (1 березня 1975, Бєльці, Молдавська Радянська Соціалістична Республіка) — молдовський боксер, призер чемпіонату Європи серед аматорів.

## Аматорська кар'єра
Іван Гайван — п'ятиразовий чемпіон Молдови.
На чемпіонаті Європи 2002 завоював бронзову медаль.
- В 1/8 фіналу переміг Александрса Сотнікса (Латвія) — 27-8
- В 1/4 фіналу переміг Ярі Фіхра (Фінляндія) — 22-10
- У півфіналі програв Лукасу Вілашеку (Німеччина) — 13-26

## Професіональна кар'єра
2008 року провів три поєдинка на професійному рингу в Росії, в яких здобув одну перемогу і зазнав двох поразок.